# Erik Kuld Jensen
Erik Kuld Jensen est un footballeur danois né le 10 juin 1925 à Århus (Danemark) et mort le 14 avril 2004. Il mesurait 1,73 m pour 70 kg. Il a été milieu de terrain au Lille OSC.

## Carrière de joueur
- 1935-1950 : AGF Århus  Danemark
- 1950-1953 : Lille OSC
- 1953-1955 : Olympique lyonnais
- 1955-1956 : US Troyes-Savinienne
- 1956-1958 : Olympique de Marseille
- 1958-1959 : AS aixoise (28 matchs, 2 buts)[1]

## Palmarès
- International danois entre 1947 et 1950 (4 sélections, 1 but)
- Vainqueur de la Coupe de France 1953 (avec le Lille OSC)
- Vice-champion de France 1951 (avec le Lille OSC)
- Finaliste de la coupe de France 1956 (avec l'US Troyes-Savinienne)
- Finaliste de la Coupe Latine en 1951 avec le Lille OSC